# Esteban Vigo
Esteban Vigo Benítez (Vélez-Málaga, 17 de Janeiro de 1955) é um treinador e ex-futebolista espanhol.

## Carreira
Esteban iniciou sua carreira dentro das quatro linhas no Málaga, tendo passado durante uma temporada emprestado ao inexpressivo Atlético Marbella, antes de retornar, onde permaneceria durante apenas mais duas temporadas, quando recebeu uma proposta do Barcelona. Na Catalunha, Estevan permaneceu durante dez temporadas, tendo grande destaque durante o período. Após esse tempo no Barça, retornou ao seu primeiro clube na carreira, o Málaga, onde encerrou a carreira quatro temporadas depois, quando tinha trinta e seis anos. Esteban também esteve presente com a Seleção Espanhola nos Jogos Olímpicos de 1976.
Após se aposentar profissionalmente, ficou durante quatro temporadas parado, antes virar treinador, quando assumiu o comando do Almería. Seu período no comando do clube foi curto, apenas uma temporada. Assumiria outra equipe apenas seis temporadas depois, quando aceitou comando o Barcelona C. A partir daí, passou uma temporada, em seguida também comando por apenas uma temporada Xerez e Córdoba, antes de assumir como assistente o Progresul Bucureşti e, posteriormente, o Universitatea Craiova. Todos duraram pouco tempo, tendo ainda, assumido o comando do tradicional Dinamo Bucureşti, mas permanecendo apenas três meses.
Mesmo tendo ganho grande experiência durante sua passagem pela Romênia, Vigo só assumiu outro clube apenas no ano seguinte, quando aceitou convite do Lleida. Porém, seu período no clube durou apenas alguns meses. Mais um vez, ficou parado durante algum tempo, tendo assumido um clube novamente só no ano seguinte, com o Xerez. No clube de Andaluzia, fez excelente campanha, conquistando o título da Segunda Divisão Espanhola, sendo seu primeiro título como treinador. 
Mesmo tendo a oportunidade de comandar o clube na Primeira Divisão (posteriormente, o clube seria rebaixado na mesma temporada de estreia), Vigo aceitou o convite para treinar o Hércules. Como na temporada anterior, fez excelente campanha, conseguindo a classificação para a elite espanhola, mas dessa vez terminando com o vice-campeonato. Pouco tempo após a classificação, o Hércules acabaria sendo acusado de  "comprar" resultados durante a disputa do campeonato.